# Bingham (Illinois)
Bingham è un villaggio degli Stati Uniti d'America, situato nello Stato dell'Illinois e in particolare nella contea di Fayette.